# HMS Essex (1901)
HMS Essex (Корабль Его Величества «Эссекс») — британский броненосный крейсер типа «Кент». Заложен 1 января 1900 года на верфи Пембрук-Дока. Спущен на воду 29 августа 1901 года. Введён в строй 22 марта 1904 года.

## Конструкция

### Силовая установка
2 паровые машины тройного расширения, 31 котёл Бельвиля . Запас угля 1600 тонн.

### Бронирование
Крупповская броня.
Броневой пояс по ватерлинии корабля имел толщину четыре дюйма (102 мм) в средней части и два дюйма (51 мм) в носу. Броня орудийных башен, их барбетов и казематов имела толщину четыре дюйма. Толщина траверсов составляла 127 мм. Толщина палубной брони составляла от 0,75 до 2 дюймов (19-51 мм), а боевая рубка была защищена десятью дюймами (254 мм) брони.

### Вооружение
14 152 мм пушек Mk VII располагались в двухорудийных башнях и казематах.
Вес бортового залпа: 408 кг.